# EP u hokeju na travi za žene 2005.
Europsko prvenstvo u hokeju na travi za žene 2005. se održalo u Irskoj, u Dublinu.

## Sudionice
Sudionice su: Engleska, Francuska, Irska, Nizozemska, Njemačka, Škotska, Španjolska i Ukrajina.

## Rezultati
- za brončano odličje:

 Engleska -  Španjolska 4:0 
- za zlatno odličje:

 Nizozemska -  Njemačka 2:1 

## Konačna ljestvica
| Mj. | Država     |
| --- | ---------- |
| 1.  | Nizozemska |
| 2.  | Njemačka   |
| 3.  | Engleska   |
| 4.  | Španjolska |
| 5.  | Irska      |
| 6.  | Ukrajina   |
| 7.  | Škotska    |
| 8.  | Francuska  |

Naslov europskih prvakinja su osvojile sudionice iz Nizozemske.